# Emilian Czechowski
Emilian Czechowski (ur. 18 lipca 1884 w Buczaczu, zm. 22 marca 1932 we Lwowie) – podkomisarz Policji Państwowej.

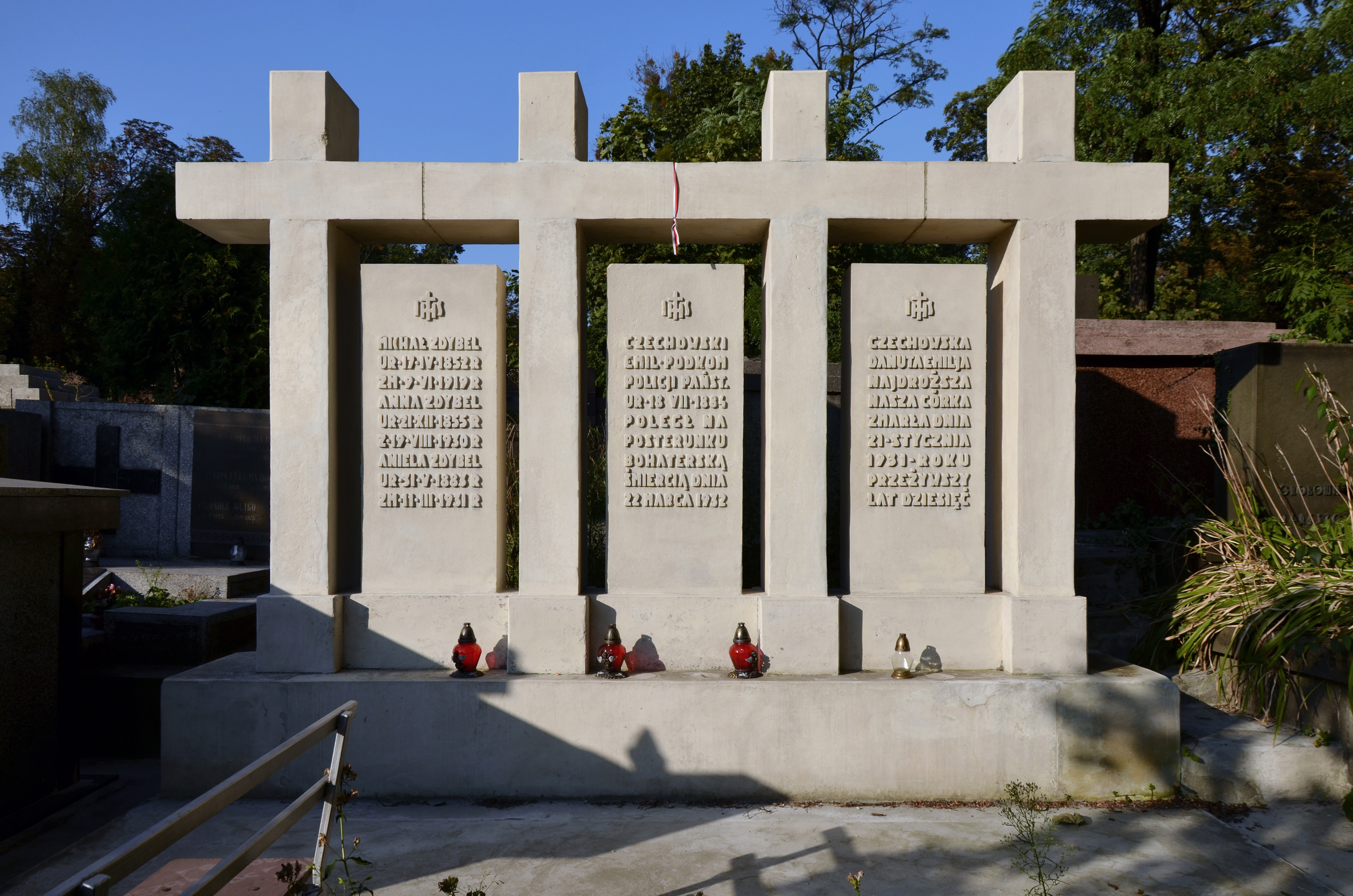
Nagrobek rodzin Zdybel i Czechowskich

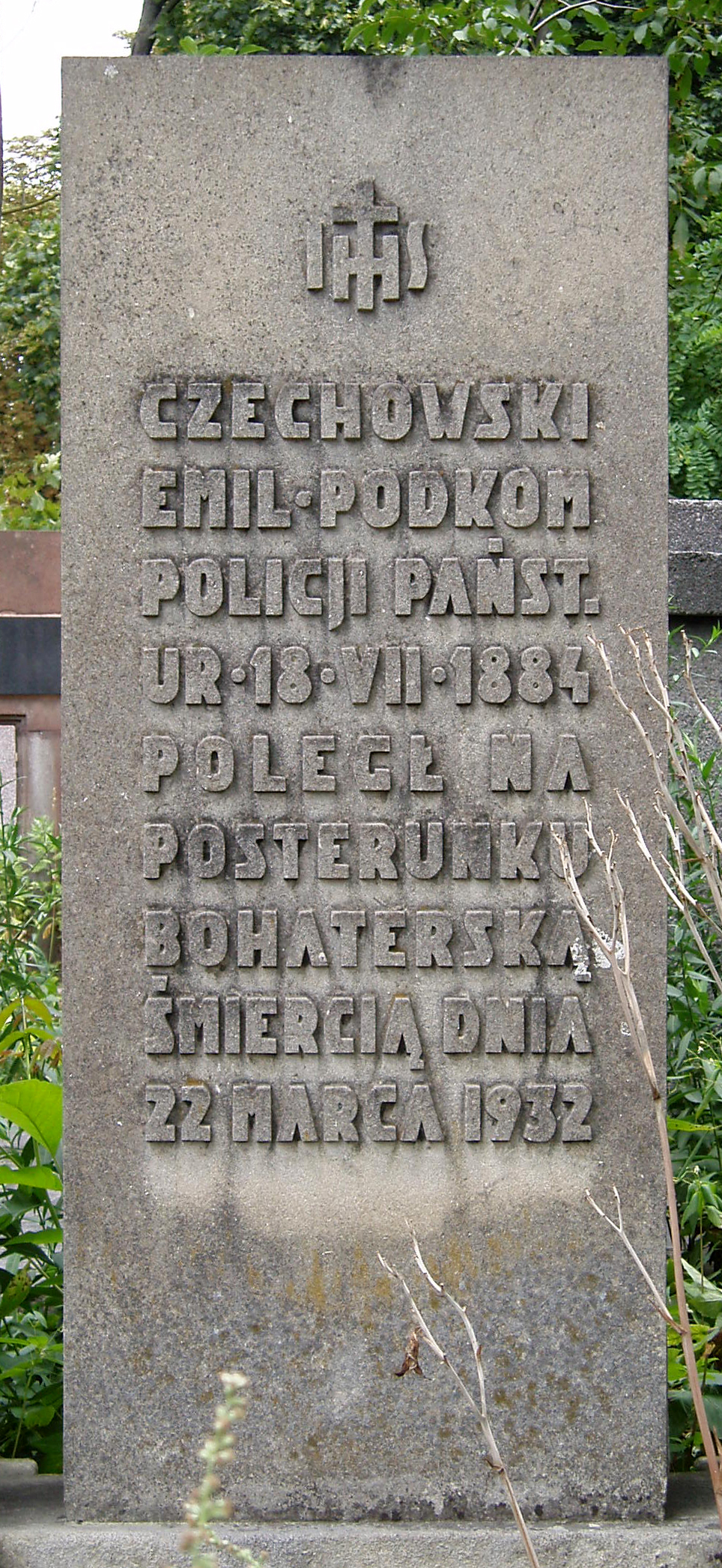
Tablica nagrobna Emiliana Czechowskiego

## Życiorys
Kształcił się w c. k. Gimnazjum w Buczaczu, gdzie w 1903 ukończył IVa klasę, 1905 – VI, w 1906 – VII.
Po odzyskaniu przez Polskę niepodległości został funkcjonariuszem Policji Państwowej. Od 1920 był referentem spraw ukraińskich. Do końca życia był kierownikiem brygady policji politycznej w Komendzie Wojewódzkiej PP we Lwowie. Miał przydzielony referat spraw ukraińskich, prowadząc sprawy zbrodni popełnianych przez ukraińskich nacjonalistów. W swojej pracy zajmował się m.in. zwalczaniem elementu wywrotowego w mieście. Przyczynił się wykrycia aktów sabotażu i zbrodni dokonywanych przez członków Ukraińskiej Organizacji Wojskowej, do aresztowania kilku kurierów tej organizacji, co w rezultacie spowodowało sparaliżowanie działalności tej organizacji we Lwowie. Doprowadził także do wykrycia sprawców napadu pod Bóbrką. Prowadził również śledztwo w sprawie zabójstwa Tadeusza Hołówki, dokonanego w 1931 przez nacjonalistów ukraińskich. W związku z przedmiotem swojej pracy otrzymywał anonimowe listy z pogróżkami i deklaracjami wyroków śmierci wydanych na niego. Mimo tego nie zgodził się na służbowe przedzielenie sobie osobistego agenta w celu ochrony swojej osoby.
Został zamordowany we wtorek 22 marca 1932 we Lwowie. Po godz. 7:30 ubrany po cywilnemu wyszedł ze swojego mieszkania, udając się do pracy w biurze Wydziału Śledczego Policji Państwowej przy ulicy Kazimierzowskiej 30. Z uwagi na sprzyjającą pogodę nie czekał na autobus, lecz zmierzał do przystanku tramwajowego przy placu św. Zofii. Krótko przed godz. 8 został trafiony strzałem z rewolweru w tył głowy i poniósł śmierć na miejscu. Zdarzenie miało miejsce przy ulicy Stryjskiej obok ogrodzenia Parku Kilińskiego.
Śledztwo w tej sprawie podjął Wydział Śledczy PP przy ulicy Kazimierzowskiej 30, który za pośrednictwem prasy zaapelował do ludności o udzielanie informacji o szczegółach zdarzenia, po czym sporo osób zgłaszało się do śledczych przekazując swoje spostrzeżenia. Od początku dochodzenie było prowadzone energicznie, a jego pierwsze ustalenia wykazały, że po wyjściu z mieszkania za Czechowskim podążało dwóch mężczyzn i przez jednego z nich został skrytobójczo postrzelony z bliskiej odległości od tyłu. Znajomy policjantowi tramwajarz, który rozmawiał z nim na chwilę przed zamachem, zeznał, że po usłyszeniu strzału, zauważył mężczyznę w płaszczu oddalającego się w stronę pobliskiego Cmentarza Stryjskiego, kończącego się po drugiej stronie ulicy naprzeciw miejsca zdarzenia. Według zeznań innych świadków, po dokonanym zamachu dwaj mężczyźni zbiegli na tenże cmentarz. Tuż po morderstwie aresztowano 39 osób, zatrzymani zostali m.in. dr Bohdan-Andrij Makaruszka, Stepan Bandera (zwolniony po trzech miesiącach). Wkrótce po zdarzeniu nie wykazano jednoznacznych przesłanek motywu zbrodni, jednak poszlaki wskazywały, iż sprawcami byli ukraińscy nacjonaliści z organizacji UOW. Bezpośrednio po zamachu strona ukraińska oświadczyła na łamach czasopisma „Diło”, że już wcześniej wyparła się działalności o charakterze terrorystycznym. 23 marca 1932 ciało podkomisarza zostało poddane sekcji zwłok w instytucie medycyny sądowej, które wykazało, że śmierć nastąpiła na miejscu, a pocisk z broni utkwił w mózgu.
Sprawa zabójstwa Emiliana Czechowskiego odbiła się głośnym echem w Polsce, była także komentowana w Niemczech. Pogrzeb podkomisarza odbył się 25 marca 1932 we Lwowie, gromadząc kilka tysięcy uczestników, w tym przedstawicieli władz cywilnych, wojskowych, policyjnych i innych, oraz stał się wielką manifestacją mieszkańców Lwowa. Po nabożeństwie żałobnym w kościele oo. Bernardynów (modły odprawił biskup pomocniczy lwowski Franciszek Lisowski) ciało zmarłego zostało pochowane na Cmentarzu Janowskim, gdzie nad grobem przemawiali wojewoda lwowski Józef Rożniecki i komendant wojewódzki PP insp. Marian Kozielewski. Emilian Czechowski miał 42 lata. Został pochowany na Cmentarzu Janowskim we Lwowie w grobowcu rodzin Zdybel i Czechowskich (w tym miejscu spoczęła Danuta Emilia Czechowska, zmarła 21 stycznia 1931 w wieku 10 lat). Był żonaty z Michaliną (ur. 1891, nauczycielka w szkole im. Sobieskiego we Lwowie), miał dwie nieletnie córki, uczennice gimnazjum: Ludmiłę i Janinę. W ostatnim czasie życia wraz z rodziną zamieszkiwał w domach miejskich (blokach) przy rogatce Stryjskiej.
Na początku lipca 1932 jako podejrzany o dokonanie zamachu został Piotr Jaworowski, robotnik z Borysławia. Później aresztowany i oskarżony o zamordowanie Emiliana Czechowskiego został Roman Baranowski, członek UWO, student Politechniki Lwowskiej pochodzenia ukraińskiego. Wcześniej Baranowski w 1926 został skazany na karę 3 lat pozbawienia wolności za napad na ambulans pocztowy w Dolinie, po czym odbywał karę w ciężkim więzieniu. Od 20 czerwca 1929 współpracował z pkom. Czechowskim działając jako konfident Policji (w korespondencji podpisywał się jako „Zawadzki”, zaś Czechowski jako „Kola”), zaś na krótko przed zabójstwem policjanta miał oświadczyć radcy Iwachowowi, że zamierza zakończyć swoją współpracę z uwagi na nieotrzymywanie od Czechowskiego wynagrodzenia. Baranowski został rozpoznany przez bezpośredniego świadka, który widział zamach na pkom. Czechowskiego i zbiegającego z miejsca zdarzenia Baranowskiego, który podczas ucieczki zranił się w rękę. Dochodzenie w sprawie zabójstwa zostało ukończone 3 maja 1932, a akta śledztwa przekazano do prokuratury. Do śledztwa sądowego został wyznaczony sędzia ds. szczególnej wagi, Józef Skorzyński. 10 czerwca 1932 ponownie odtworzono wizję lokalną w miejscu zbrodni. We wrześniu 1933 zasiadł na ławie oskarżonych w procesie o zabójstwo posła Tadeusza Hołówki, gdzie zarzucono mu dostarczenie pistoletu, którym wykonano zbrodnię. Wówczas zostało wstrzymane śledztwo w sprawie zabójstwa Czechowskiego, w której oskarżono Baranowskiego. W grudniu 1933 sprawa o zabójstwo Czechowskiego toczyła się nadał w dochodzeniu sądowym.
Zarządzeniem prezydenta RP Ignacego Mościckiego z 16 marca 1937 został pośmiertnie odznaczony Krzyżem Niepodległości za pracę w dziele odzyskania niepodległości.
Według współczesnego ukraińskiego autora związanego z nurtem nacjonalistycznym, Swiatosława Łypowieckiego, organizatorem zamachu na Emiliana Czechowskiego był bojownik OUN, Roman Szuchewycz, wykonawcą miał być jego przyszły szwagier Jurko Berezynski, zaś sam podkomisarz miał w trakcie swojej służby odpowiadać za bicie i znęcanie się nad Ukraińcami zatrzymanymi w sprawach politycznych.